# Masomenos
Masomenos est un duo de créateurs, concepteurs, performeurs et compositeurs de musique électronique français originaire de Paris, composé de Joan Costes et Adrien de Maublanc.

## Travail artistique
Masomenos est le fruit de la rencontre entre la graphiste et DJ Joan (Jeanne) Costes, fille du fondateur de l'Hôtel Costes et le producteur de musique et le réalisateur Adrien de Maublanc. Le nom Masomenos vient de l'expression mas o menos qui signifie plus ou moins en espagnol, que le duo a entendu lors d'un voyage au Mexique.
Masomenos décrit son propre style comme « coloré, ludique et psychédélique ». En 2008 le duo ouvre le Masomenos Shop Rue du Mont-Thabor près du Jardin des Tuileries pour y exposer ses créations, comme les mascottes Le Poulet, et Floppy, ainsi qu'une « multitude de personnages, gadgets, jouets, et souvenirs de voyages ou d'enfance des deux créateurs ». Le duo s'intéresse en particulier à l'interaction entre l'image, le son et la lumière. Ils créent ainsi en 2012 le Masomenos Lab qui permet d'interagir avec la musique et la lumière de leur boutique grâce à un clavier et des boutons mis à disposition dans la rue. L'année suivante ils conçoivent Tofidi, un serpent de 5 mètres de haut en polystyrène, sur lequel est projeté des animations lors de leur résidence DJ au Badaboum Club à Paris. C'est aussi cette année que la productrice de musique électronique américaine Kate Simko les encourage à participer à son projet London Electronic Orchestra Project pour un spectacle de fin d'études du Royal College of Music de Londres. Ils y construisent des scènes interactives réagissant aux différents instruments joués par l'orchestre, créant ainsi des effets colorés, oniriques et poétiques. 
En parallèle de leurs installations artistiques, le duo continue à enregistrer des EP et des albums à un rythme soutenu sur leur label Welcome To Masomenos et à se produire en club ou dans des festivals dans le monde entier.
En 2015, les deux créateurs conçoivent la Hutte Totem & Tabou, un projet pluridisciplinaire, évolutif et organique, accompagnant le lancement de leur album Totem & Tabou. Présentée pour la première fois à l'Hôtel Costes début 2016, cette œuvre monumentale est un dispositif de diffusion de musique conçu comme un espace & une cabane d'écoute où réalité physique se confond avec réalité augmentée, proposant au visiteur une lecture multi-sensorielle de l’univers musical de Masomenos. En entrant dans son sein, le spectateur est accueilli « par d’étranges masques aux formes géométriques pouvant rappeler des dessins d’enfants » s'illuminant en fonction du rythme de la musique. Un nouveau masque vient s'ajouter à ceux existant grâce à une application de réalité virtuelle disponible sur iOS et Android.

## Œuvres
- Le Poulet sculpture (2011), sculpture extérieure du poulet géant de 4 mètres de hauteur en polystyrène, résine, peinture et vernis acrylique
- Balloon Lamp (2011), lampe en PVC, LED et film adhésif de 170 cm de hauteur
- Masomenos Lab (2012), partition interactive Rue du Mont-Thabor mêlant sons, vidéos et lumières[10]
- Christmas Tree (2012), sapin de Noël composé de peluches pour l'Hôtel Costes
- Tofidi (2013), « serpent multicolore projeté sur un mur et s’animant dans une danse hypnotisante au gré de la diffusion des sons »[6]
- Masomenos x L.E.O (2014), installation vidéo interagissant avec la musique jouée par le Royal College of Music[7]
- Masomenos for Sandie Roy (2014), installation vidéo pour les bureaux de l'agence Sandie Roy située Place des Victoires à Paris
- Masques sculptures Balt, Ohaoo, What do you mean, Scuba & La Chouette (2014), sculptures de 2 x 1,50 m, en PVC et peinture laquée sur panneau noir peint
- Audio Reflex Frames (2015), cadres graphiques colorés réagissant au bruit ambiant, exposés au festival Day for Night de Houston[11]
- Totem & Tabou (2015), projet audiovisuel psychédélique mêlant un album, une installation immersive et une application[8]

## Collaborations
Masomenos décline également son univers artistique à travers de nombreuses collaborations, parmi lesquelles on peut citer une collection de pulls et t-shirts en cachemire pour Lucien Pellat-Finet (2008), des gants en édition limitée avec la ganterie Causse (2008), des minaudières colorées en cristaux Swarovski pour Sylvia Toledano (2010), ou encore des nails patchs avec la marque alfa.K.

## Discographie

### Singles et EP
- 2008 : Floppy EP
- 2008 : Le Poulet EP
- 2008 : Froggy EP
- 2008 : Snaky EP
- 2008 : Plouf EP
- 2008 : Bobby EP
- 2008 : Croco EP
- 2009 : Le Cochon EP
- 2009 : Matou EP
- 2009 : Third Eye 1/4
- 2009 : Third Eye 2/4
- 2009 : Third Eye 3/4
- 2009 : Third Eye 4/4
- 2009 : Masomenos & Seuil - Masomenos & Friends Project : 1
- 2009 : Masomenos & Boris Werner - Masomenos & Friends Project : 2
- 2009 : Masomenos & SIS - Masomenos & Friends Project : 3
- 2009 : Masomenos & Lemos - Masomenos & Friends Project : 4
- 2010 : Masomenos & Volkan - Masomenos & Friends Project : 5
- 2010 : Masomenos & Valentino Kanzyani - Masomenos & Friends Project : 6
- 2010 : Masomenos & Tobi Neumann - Masomenos & Friends Project : 7
- 2010 : Orange Ballons
- 2010 : Green Ballons
- 2010 : Bleu Ballons
- 2010 : Pink Ballons
- 2011 : Masomenos & Dop - Masomenos & Friends Project : 8
- 2011 : Technocolor 1/5
- 2011 : Technocolor 2/5
- 2011 : Technocolor 3/5
- 2011 : Technocolor 4/5
- 2011 : Technocolor 5/5
- 2012 : Tofidi
- 2012 : Masomenos & Ark & Cabanne & Laetitia Katapult - Oh La La!
- 2012 : Masomenos & Tobi Neumann - The Snake
- 2013 : Masomenos & Jay Haze - Hazy Duck
- 2014 : Le Serpent EP
- 2015 : Comète EP
- 2015 : Mr Loyal EP
- 2016 : Le Magicien EP
- 2016 : Le Jongleur EP
- 2016 : Le Roi EP
- 2016 : Le Robot EP
- 2016 : Le Fou EP
- 2017 : Masomenos & Ark / Pit Spector

### Albums
- 2008 : Costes présente... Bon voyage
- 2008 : Live Mix
- 2009 : Costes présente... The Third Eye
- 2010 : Costes présente... Chamaeleonidae (en tant que producteur)
- 2011 : Costes présente... Balloons
- 2011 : Costes présente... Technocolor
- 2012 : Costes présente... Glacial (en tant que producteur)
- 2015 : Costes présente... Totem & Tabou
- 2018 : M7TH